# К2 (пістолет)
Пістолет K2 — розроблений в 1990-х роках і випускається ВАТ «НВО» Гарнілер в м. Єреван. Знаходиться на озброєнні правоохоронних сил і армії республіки Вірменія.

## Опис
Пістолет К2 використовує автоматику з вільним затвором. Поворотна пружина розташована під стволом. Ударно-спусковий механізм курок, самовзводний (подвійної дії). Запобіжник розташований зліва на затворі.
Пістолет виконаний цілком із сталі, щічки руків'я дерев'яні або пластикові. Прицільні пристосування фіксовані, нерегульовані.
Магазин — коробчатий з дворядним розміщенням патронів і виходом в один ряд. Ємність магазинів 14 патронів.